# Scolecomorphidae
Scolecomorphidae is een familie van wormsalamanders (Gymnophiona). De groep werd voor het eerst wetenschappelijk beschreven door Edward Harrison Taylor in 1969. De groep werd vroeger gezien als een onderfamilie van de familie Caeciliidae.
Er zijn 6 soorten in 2 geslachten. De soorten komen voor in delen van Afrika en leven in de landen Kameroen, Malawi en Tanzania.

## Taxonomie
Familie Scolecomorphidae
- Geslacht Crotaphatrema
- Geslacht Scolecomorphus